# عطشان
عطشان قرية وبلدية في ناحية صوران في منطقة حماة التابعة لمحافظة حماة في سورية.
تقع على بعد حوالي 45 كم شمال مدينة حماة قرب الحدود الإدارية لمحافظة إدلب. تمتد أراضي القرية على مساحة 1893 هكتارا.
تحدّها من الجنوب قرية معان، ومن الشرق قرية أم حارتين والحمدانية التابعة لمحافظة إدلب، ومن الشمال قرية تل مرق وسكيك التابعتين لمحافظة إدلب، ومن الغرب بلدة مورك.
تتأثّر القرية بمناخ المنطقة الوسطى وتتراوح درجات الحرارة فيها من 30 – 40 درجة مئوية صيفاً، ومن 0 – 15 درجة مئوية شتاءً- وأمطارها الموسمية تتراوح من 200 إلى 300 ملم.
يعمل معظم أهالي القرية في الزراعة ويهتمون بتربية المواشي والدواجن وقسم منهم يعمل في وظائف الدولة المختلفة.
توجد في القرية بعض المواقع الأثرية كالقصر الأثري القديم للآغا وبقايا كنيسة رومانية.
بلغ عدد سكان قرية عطشان عام 2004 حوالي 1886 نسمة وهي تتزايد بمعدّل 60 / نسمة سنوياً، ويبلغ متوسط عدد أفراد الأسرة سبعة أشخاص.
بتاريخ 14 / 11 /2007 تم إحداث بلدية في القرية فصلت عن بلدية معان حيث أتبعت إليها قرية أم حارتين و قرية قبيبات أبو الهدى وكذلك مزرعة العالية.
وبعد إحداث البلدية وتأمين كادر جزئي للعمل فيها، أخذت البلدية على عاتقها العمل بكل الوسائل المتاحة والممكنة للنهوض بالقرية وتأمين الخدمات الضروريّة للسكان فيها وخاصّة على الصعيد الخدمي المتمثّل بالبناء و الطرق و الصرف الصحّي.
توجد في القرية مدرستان للتعليم الأساسي ومدرسة ثانوية. كما يوجد فيها بناء للجمعية الفلاحية، ومسجد، ويوجد فيها أيضًا مخبز نصف آلي خاصّ.